# Ksar Chellala
Ksar Chellala là một đô thị thuộc tỉnh Tiaret, Algérie. Dân số thời điểm năm 2002 là 40.423 người.